# Terrence Boyd
Terrence Boyd (Bremen, 16 de fevereiro de 1991) é um futebolista profissional germano-estadounidense que atua como Centroavante
no Darmstadt.

## Carreira
Terrence Boyd começou a carreira no FC Bremerhaven.